# 哈通西西瓦山
14°53′56″S 72°43′52″W / 14.89889°S 72.73111°W
哈通西西瓦山（Hatun Sisiwa），是秘魯的山峰，位於該國南部阿雷基帕大區，由拉烏尼翁省的瓦伊納科塔斯區負責管轄，屬於萬索山脈的一部分，海拔高度5,003米。